# Michel Lévêque
Michel Lévêque (* 19. Juli 1933 in Algier, Französisch-Algerien) ist ein ehemaliger französischer Diplomat, der Botschafter in mehreren Staaten sowie zuletzt von 1997 bis 2000 Staatsminister von Monaco war.

## Leben
Michel Lévêque besuchte das Lycée Henri IV in Paris und absolvierte ein Studium an der École nationale de la France d’Outre-Mer (ENFOM), deren Aufgabe die Ausbildung von Führungspersonal für den französischen Kolonialdienst war. Nach deren Abschluss trat er 1958 zunächst in den Kolonialdienst des Ministeriums für die Überseegebiete (Ministère d’outre-mer) und später in den diplomatischen Dienst des Außenministeriums (Ministère des Affaires étrangères). Er fand in den folgenden Jahren zahlreiche Verwendungen im Inland sowie an verschiedenen Auslandsvertretungen.
Als Nachfolger von Christian Graeff übergab er am 12. Juli 1985 seine Akkreditierung Botschafter in Libyen und bekleidete dieses Amt bis zu seiner Ablösung durch Botschafter Blouin am 21. März 1989. Nach einer anderen Verwendung wurde er zum Botschafter in Marokko ernannt und überreichte dort als Nachfolger von Jean-Bernard Mérimée am 8. März 1991 sein Beglaubigungsschreiben als Nachfolger von Jean-Bernard Mérimée. Er verblieb auf diesem Posten bis zu seiner Ablösung durch Henri Benoît de Coignac am 18. März 1993. Daraufhin erfolgte seine Berufung zum Botschafter in Brasilien, wo er als Nachfolger von Botschafter Ouvrieu am 6. März 1993 seine Akkreditierung übergab. Diese Funktion behielt er bis zum 29. Dezember 1994, woraufhin Botschafter Lecourtier seine Nachfolge antrat. Zuletzt wurde er zum Botschafter in Algerien ernannt und überreichte dort am 29. Dezember 1994 als Nachfolger von Bernard Kessedjian sein Beglaubigungsschreiben. Er verblieb auf diesem Posten bis zu seiner Ablösung durch Alfred Siefer-Gaillardin am 29. Januar 1997. Als Botschafter in Algier fungierte er zugleich als Hoher Repräsentant (Haut représentant) von Frankreich in Algerien.
Am 3. Februar 1997 wurde Michel Lévêque als Nachfolger von Paul Dijoud zum Staatsminister von Monaco (Ministre d’État de Monaco) ernannt. Er bekleidete dieses Amt als Regierungschef von Monaco bis zum 1. Januar 2000, woraufhin Patrick Leclercq ihn ablöste.